# Biserica de lemn din Urși, Vâlcea

Biserica de lemn din Urși, 2008

Intrare. Pe portal apare motivul șerpilor în jurul crucii. Foto: 2009

Interiorul naosului, spre iconostas. Foto: 2009

Tabloul votiv al ctitorului și macheta bisericii după reparțiile și repictarea de la 1843. Foto: 2009

Biserica de lemn din Urși este un monument istoric din satul Urși, comuna comuna Popești, județul Vâlcea. Biserica se crede a fi fost ridicată în 1757 și poartă hramul „Buna Vestire” și „Arhanghelul Mihail”. În forma ei actuală, îmbrăcată în picturi murale exterioare și interioare viu colorate în vechea tradiție bizantină, este rezultatul renovărilor de la 1843. Biserica este înscrisă pe noua listă a monumentelor istorice, LMI 2004:  VL-II-m-B-09954. În anul 2021 Comisia Europeană a premiat lucrările de conservare și restaurare a bisericii, care s-au desfășurat pe parcursul a zece ani.

## Istoric
Începutul acestei biserici diferă în unele surse, astfel este menționat fie în anul 1757 fie în 1775.
Pe portalul intrării apare incizat anul 7303 în era bizantină, adică anul 1796/1797, care surprinde probabil momentul unei intervenții.
Lăcașul a fost renovat și îmbrăcat în haina sa actuală, viu colorată de picturile murale exterioare și interioare, în anul 1843 prin ctitorul Nicolae Milcoveanu. El este pictat în tinda bisericii alături de macheta bisericii, pe peretele de apus. Ctitorul apare sub titulatura de „d[umnealui] d[omnul] praporgic Nicolae Milcoveanu” care indică funcția lui militară de sublocotenent și de purtător de steag. Rolul lui la renovarea acestei biserici este subliniat în continuare atât de pisania de peste intrare cât și de pomelnicul de la proscomidie. Din pisania pictată pe portalul de intrare se poate încă citi fragmentar următoarele: „[În] această sfăntă și Dumnezăiască beseri[că în care se pr]ăznuește hramu Bunavestire: și Arhanghelu Mihail [d]in temelimei au fost făcută de tictori vechi ale c[ăr]or nume sănt scrise la pomelnic: și ajungând în [dă]răpănare: sau sculat întru ajutori: d. d. prapo[rgic] Nicolae Milcoveanu de au puso [pă] temelie și au coperit ...”. Pisania trimite la pomelnic, care se află în altar, la proscomidie. Aici este pictat pe perete un pomelnic sub forma unui sul deschis: „Pomelnicu d. d. praporgic Nae Milcoveanu” în care apar la vii „Nicolae” - adică ctitorul însuși, „... Ștefan și Ioan” iar între cei morți sunt numiți vechii ctitori „Constandin, Anica ... și tot neamul lor”, foarte probabil chiar strămoșii ctitorului. Scena principală în dreptul poliței proscomidiei este cea a lui Iisus-viță de vie. La picioarele Lui sunt semnați cei trei zugravi: Gheorghe, Nicolae și Ioan. Întreaga pictură murală este datată tot aici în anul 1843.
Tradiția locală păstrează amintirea preotului Nicolae „Mititică” din Ponor, care a reparat biserica după un cutremur. Este posibil ca această tradiție să fie legată de cutremurul din 23 ianuarie 1838. În acest caz se explică amploarea renovărilor de la 1843, însă singurul ctitor care apare în pictura parietală este praporgicul Nicolae Milcoveanu.

## Imagini din exterior

fațada de vest
fațada de sud
pridvorul
pictura exterioară pe latura de nord
dosul altarului
pisania peste intrare
streașină

## Imagini din interior

naos, spre apus
pomelnicul la proscomidie
Maria împărăteasă
cinstirea icoanei
portretul ctitorului
datare la ușile împărătești
ușa de la intrare